# Porte-Joie
Porte-Joie är en kommun i departementet Eure i regionen Normandie i norra Frankrike. Kommunen ligger i kantonen Val-de-Reuil som tillhör arrondissementet Les Andelys. År 2018 hade Porte-Joie 108 invånare.

## Befolkningsutveckling
Antalet invånare i kommunen Porte-Joie
Referens:INSEE